# Епијал
Епијал или Епијалт је у грчкој митологији био персонификација ноћних мора.

## Етимологија
Ово име има значење „положити (на)“, јер је реч epialês изведена од epiallô.

## Митологија
Био је демон ноћних мора и његово алтернативно име је било „црни сан“ (лат. melas oneiros). С обзиром на то да је припадао сновима, Онеирима, његова мајка је била Никс, мада нигде није експлицитно наведена.